# Jorge Mistral
Pour les articles homonymes, voir Mistral.
Modesto Llosas Rosell, né le 24 novembre 1920 à Aldaia (Communauté valencienne) en Espagne et mort le 20 avril 1972 à Mexico au Mexique, est un acteur, réalisateur et scénariste espagnol, connu sous le nom de scène de Jorge Mistral.

## Biographie
Il débute au cinéma dans son pays natal, à l'occasion d'un film sorti en 1944. Suivent d'autres films espagnols, dont Poignard et Trahison de Juan de Orduña (1948, avec Fernando Rey et Sara Montiel).
Au début des années 1950, il s'installe au Mexique et contribue notamment à des films mexicains — dont Les Hauts de Hurlevent de Luis Buñuel (1954, avec Lilia Prado) — et argentins, ainsi qu'au film américain Ombres sous la mer de Jean Negulesco (1957, avec Alan Ladd et Sophia Loren).
Il continue néanmoins à tourner en Europe et apparaît ainsi dans le péplum italien L'Épée et la Croix de Carlo Ludovico Bragaglia (1958, avec Yvonne De Carlo et Rossana Podestà) et des coproductions, dont le film franco-italo-espagnol Shéhérazade de Pierre Gaspard-Huit (1963, avec Anna Karina et Gérard Barray).
Les trois derniers de ses quatre-vingt-trois films comme acteur sortent en 1973, année suivant sa mort prématurée par suicide (en 1972, à 51 ans).
Signalons en outre trois films mexicains comme réalisateur et acteur, sortis en 1966 et 1968 (les deux derniers également comme scénariste).
De plus, Jorge Mistral collabore à sept séries sud-américaines, tournées pour les télévisions argentine, mexicaine ou péruvienne.

## Filmographie

### Cinéma
Acteur (sélection)
- 1946 : Misión blanca de Juan de Orduña : Minoa
- 1947 : La nao capitana de Florián Rey : Martín Villalba
- 1948 : Poignard et Trahison (Locura de amor) de Juan de Orduña : Capitaine Don Alvar
- 1949 : Currito de la Cruz de Luis Lucia : Ángel Romera « Romerita »
- 1950 : Pequeñeces... de Juan de Orduña : Jacobo Téllez, marquis de Sabadell
- 1950 : Pobre corazón de José Díaz Morales : Rafael Rios
- 1951 : Deseada de Roberto Gavaldón : Manuel
- 1951 : Peregrina de Chano Urueta : Miguel Obregón
- 1951 : Amar fué su pecado de Rogelio A. González
- 1952 : El mar y tú d'Emilio Fernández
- 1952 : Le Droit de naître (El derecho de nacer) de Zacarías Gómez Urquiza : Dr Alberto Limonta
- 1952 : La mujer que tu quieres d'Emilio Gómez Muriel
- 1952 : La hermana San Sulpicio de Luis Lucia : Ceferino Sanjurjo
- 1952 : La mentira de Juan José Ortega : Demetrio Robles
- 1952 : Apasionada d'Alfredo B. Crevenna : Esteban Zavaleta / José Silva
- 1953 : Quiero vivir d'Alberto Gout : Rubén
- 1954 : Tres citas con el destino de Fernando de Fuentes, León Klimovsky et Florián Rey
- 1954 : Passion sauvage (Camelia) de Roberto Gavaldón : Rafael Torres
- 1954 : Orquídeas para mi esposa d'Alfredo B. Crevenna : Carlos Gómez Alcalde
- 1954 : Les Hauts de Hurlevent (Abismos de pasión) de Luis Buñuel : Alejandro
- 1954 : Un caballero andaluz de Luis Lucia : Juan Manuel de Almodóvar
- 1954 : Le Testament de Monte-Cristo (El conde de Montecristo) de León Klimovsky : Edmond Dantès / Le Comte de Monte-Cristo
- 1956 : La legión del silencio de José María Forqué et José Antonio Nieves Conde : Jean Balzac / Paul Banek
- 1956 : Sous le signe de la croix (Le schiave di Cartagine) de Guido Brignone : Marcus Valerius
- 1956 : El expreso de Andalucía de Francisco Rovira Beleta : Jorge Andrade
- 1957 : Ombres sous la mer (Boy on a Dolphin) de Jean Negulesco : Rhif
- 1958 : Amore a prima vista de Franco Rossi
- 1958 : La Vengeance (La vengenza) de Juan Antonio Bardem : Juan Díaz
- 1958 : Amor prohibido de Luis César Amadori et Ernesto Arancibia
- 1958 : Femmes d'un été (Racconti d'estate) de Gianni Franciolini : Romualdo
- 1958 : L'Homme, la Femme et le Désir (È arrivata la parigina) de Camillo Mastrocinque : Umberto
- 1958 : L'Épée et la Croix (La spada e la croce) de Carlo Ludovico Bragaglia : Gaio Marcello
- 1960 : Creo en ti d'Alfonso Corona Blake
- 1961 : Tres Romeos y una Julieta de Chano Urueta
- 1961 : Juana Gallo de Miguel Zacarías : Capitaine Guillermo Velarde
- 1961 : La chamaca de Miguel Morayta : Dr Joaquín Robles
- 1962 : El amor de los amores de Juan de Orduña
- 1962 : Bajo un mismo rostro de Daniel Tinayre
- 1962 : Historia de una noche de Luis Saslavsky : Fermín
- 1962 : Pecado d'Alfonso Corona Blake
- 1963 : Shéhérazade de Pierre Gaspard-Huit : le grand vizir Zaccar
- 1964 : Les Hors-la-loi de la Casa Grande (Gunfighters of Casa Grande) de Roy Rowland : le voyageur
- 1971 : Los corrompidos d'Emilio Gómez Muriel : Tony
- 1971 : Las puertas del paraíso de Salomón Laiter
- 1973 : La justicia tiene doce años de Julián Pastor : Ebúrneo
- 1973 : Blue Demon y Zovek en La invasión de los muertos de René Cardona
- 1973 : Diamantes, oro, y amor de Juan Manuel Torres

Réalisateur (intégrale)
- 1966 : La fiebre del deseo (+ acteur)
- 1966 : La piel desnuda (+ acteur et scénariste)
- 1968 : Crimen sin olvido (+ acteur et scénariste)

### Séries télévisées (intégrale)
- 1961 : La brujula rota
- 1965 : El precio del orgullo
- 1966 : La red
- 1967 : Locura de amor
- 1967 : Mujeres en presidio : Dr Ghünter
- 1971 : Historia de un amor
- 1972 : Los hermanos coraje : Pedro Barros